# Chorizococcus glandulosus
Chorizococcus glandulosus är en insektsart som först beskrevs av James 1935.  Chorizococcus glandulosus ingår i släktet Chorizococcus och familjen ullsköldlöss.
Artens utbredningsområde är Kenya. Inga underarter finns listade i Catalogue of Life.